# Ryuta Sasaki
Ryuta Sasaki (佐々木 竜太 Sasaki Ryuta?, nacido el 7 de febrero de 1988 en Ibaraki) es un exfutbolista japonés. Jugaba de delantero y su último club fue el Tochigi SC de Japón.

## Trayectoria

### Clubes
| Club                 | País  | Año         |
| -------------------- | ----- | ----------- |
| Kashima Antlers      | Japón | 2006 - 2012 |
| Japan Soccer College | Japón | 2006        |
| Shonan Bellmare      | Japón | 2011        |
| Tochigi SC           | Japón | 2012        |

## Estadística de carrera

### J. League
| Club            | Año   | J. League | J. League | Copa J. League | Copa J. League | Total | Total |
| Club            | Año   | Part.     | Goles     | Part.          | Goles          | Part. | Goles |
| --------------- | ----- | --------- | --------- | -------------- | -------------- | ----- | ----- |
| Kashima Antlers | 2006  | 0         | 0         | 0              | 0              | 0     | 0     |
| Kashima Antlers | 2007  | 8         | 1         | 3              | 0              | 11    | 1     |
| Kashima Antlers | 2008  | 11        | 2         | 0              | 0              | 11    | 2     |
| Kashima Antlers | 2009  | 4         | 1         | 0              | 0              | 4     | 1     |
| Kashima Antlers | 2010  | 17        | 0         | 1              | 0              | 18    | 0     |
| Shonan Bellmare | 2011  | 31        | 3         | -              | -              | 31    | 3     |
| Kashima Antlers | 2012  | 1         | 0         | 2              | 0              | 3     | 0     |
| Tochigi SC      | 2012  | 15        | 0         | -              | -              | 15    | 0     |
| Total           | Total | 87        | 7         | 6              | 0              | 93    | 7     |

## Palmarés

### Títulos nacionales
| Título             | Club            | País  | Año  |
| ------------------ | --------------- | ----- | ---- |
| J1 League          | Kashima Antlers | Japón | 2007 |
| Copa del Emperador | Kashima Antlers | Japón | 2007 |
| J1 League          | Kashima Antlers | Japón | 2008 |
| J1 League          | Kashima Antlers | Japón | 2009 |
| Copa del Emperador | Kashima Antlers | Japón | 2010 |